# USS Parle (DE-708)
USS Parle (DE-708) là một tàu hộ tống khu trục lớp Rudderow từng phục vụ cùng Hải quân Hoa Kỳ trong Chiến tranh Thế giới thứ hai. Nó là chiếc tàu chiến duy nhất của Hải quân Hoa Kỳ được đặt cái tên này, theo tên Thiếu úy Hải quân John Joseph Parle (1920-1943), người từng phục vụ cùng Lực lượng Đổ bộ trong Chiến dịch Husky, cuộc đổ bộ của lực lượng Đồng Minh lên Sicilia, Ý, đã tử thương vào ngày 17 tháng 7, 1943 và được truy tặng Huân chương Danh dự. Nó đã phục vụ cho đến khi chiến tranh kết thúc, xuất biên chế năm 1946, rồi được huy động trở lại để tiếp tục phục vụ từ năm 1951 đến năm 1970. Con tàu cuối cùng bị đánh chìm như mục tiêu vào năm 1970.

## Thiết kế và chế tạo
Lớp Rudderow có thiết kế hầu như tương tự với lớp Buckley trước đó; vì giữ lại kiểu động cơ turbine-điện General Electric, cung cấp điện năng cho mô-tơ điện để dẫn động hai trục chân vịt. Lớp này còn được gọi là kiểu TEV, do hệ thống động lực Turbo-Electric và cỡ pháo 5-inch (V).
Dàn pháo chính được nâng cấp lên hai khẩu pháo 5 inch (130 mm)/38 cal trên hai tháp pháo nòng đơn, được phân bố một phía trước mũi và một phía sau tàu. Hỏa lực phòng không được nâng lên hai khẩu đội pháo phòng không Bofors 40 mm nòng đôi và mười pháo phòng không Oerlikon 20 mm. Vũ khí chống ngầm bao gồm một dàn súng cối chống tàu ngầm Hedgehog Mk. 10 (có 24 nòng và mang theo 144 quả đạn); hai đường ray Mk. 9 và tám máy phóng K3 Mk. 6 để thả mìn sâu. Con tàu vẫn giữ lại ba ống phóng ngư lôi Mark 15 21 inch (533 mm), và được trang bị radar SL dò tìm không trung và radar SC/SA dò tìm mặt biển. Thủy thủ đoàn đầy đủ bao gồm 15 sĩ quan và 168 thủy thủ.
Parle được đặt lườn tại xưởng tàu của hãng Defoe Shipbuilding Co. ở Bay City, Michigan vào ngày 8 tháng 1, 1944. Nó được hạ thủy vào ngày 25 tháng 3, 1944, được đỡ đầu bởi bà Harry V. Parle, mẹ của Thiếu úy Parle, và nhập biên chế cùng Hải quân Hoa Kỳ tại New Orleans, Louisiana vào ngày 29 tháng 7, 1944 dưới quyền chỉ huy của Hạm trưởng, Thiếu tá Hải quân James Cecil Toft, Jr.

## Lịch sử hoạt động

### 1944 - 1946
Sau khi hoàn tất việc chạy thử máy huấn luyện ngoài khơi Louisiana và tại khu vực Bermuda, Parle gia nhập Hạm đội Đại Tây Dương để làm nhiệm vụ hộ tống các đoàn tàu vận tải vượt Đại Tây Dương, và đã hoàn tất một chuyến khứ hồi sang khu vực Địa Trung Hải trước khi được điều về Đội hộ tống 60. Chuẩn bị để được điều động sang khu vực Mặt trận Thái Bình Dương, con tàu được đại tu đồng thời được bổ sung vũ khí phòng không, rồi lên đường vào ngày 28 tháng 12, 1944 và đi đến vùng kênh đào Panama vào ngày 3 tháng 1, 1945. Nó tiếp tục hành trình vượt kênh đào, rồi đi ngang qua quần đảo Galápagos, Bora Bora, đảo Manus và Palau để gia nhập Đệ Thất hạm đội tại khu vực Tây Nam Thái Bình Dương.
Được điều sang phục vụ cùng Tư lệnh Tiền phương biển Philippine, Parle đi đến Leyte, Philippines, rồi phục vụ trong thành phần Đơn vị Đặc nhiệm 94.18.12. Nó thực hiện nhiều chuyến hộ tống vận tải giữa các căn cứ Kossol Roads, Leyte, vịnh Lingayen, vịnh Subic, Okinawa, Ulithi và Hollandia, New Guinea. Trong nhiều dịp nó dò được tín hiệu sonar của tàu ngầm đối phương, nhưng những lượt tấn công chống ngầm bằng mìn sâu và súng cối Hedgehog đều không đêm lại kết quả. Sau khi Nhật Bản chấp nhận đầu hàng vào ngày 15 tháng 8, giúp chấm dứt vĩnh viễn cuộc xung đột, nó hoạt động cùng Lực lượng Đổ bộ Hạm đội Thái Bình Dương để chuyển lực lượng chiếm đóng sang Triều Tiên.
Quay trở về Hoa Kỳ, Parle được chuyển đến Green Cove Springs, Florida vào tháng 1, 1946, nơi nó được đưa về Hạm đội Dự bị Đại Tây Dương, và được cho xuất biên chế vào ngày 10 tháng 7, 1946.

### 1951 - 1970
Sau khi Chiến tranh Triều Tiên bùng nổ, Parle được cho tái biên chế trở lại vào ngày 2 tháng 3, 1951,<ref name=Uboat>và sau khi hoàn tất việc chạy thử máy huấn luyện đã gia nhập Đệ Nhị hạm đội. Nó hoạt động ngoài khơi Norfolk, Virginia và tại vùng biển Nova Scotia, rồi đến đầu năm 1952 tiến hành huấn luyện tại khu vực vịnh Guantánamo, Cuba. Sang tháng 3, nó phục vụ như tàu huấn luyện cho Trường Sonar Hạm đội tại Key West, Florida; rồi vào nữa cuối năm 1952 đã tham gia các cuộc tập trận hạm đội tại Bắc Đại Tây Dương và vùng biển Baltic. Trong những năm tiếp theo và cho đến năm 1958, nó luân phiên những lượt huấn luyện chiến thuật tại khu vực vịnh Guantánamo, thực tập chống tàu ngầm ngoài khơi Virginia Capes và Norfolk xen kẻ với những giai đoạn bảo trì; con tàu cũng phục vụ như tàu huấn luyện cho Trường Sonar Hạm đội và thực hành chỉ huy.
Vào ngày 1 tháng 1, 1959, Parle được điều sang phục vụ cùng Quân khu Hải quân 5 và hoạt động như tàu huấn luyện cho nhân sự thuộc Hải quân Dự bị Hoa Kỳ. Thành phần thủy thủ đoàn khung được rút gọn, và con tàu thực hiện những chuyến đi thực tập vào dịp cuối tuần hoặc những chuyến huấn luyện kéo dài hai tuần vào mùa Hè. Khi xảy ra vụ Khủng hoảng Berlin vào năm 1961, Tổng thống John F. Kennedy ra lệnh động viên một phần lực lượng hải quân dự bị vào tháng 8, nên con tàu được bổ sung đủ biên chế thủy thủ đoàn vào ngày 21 tháng 10, gia nhập hạm đội thường trực và hoạt động tập trận thường xuyên tại vùng biển Caribe.
Đến tháng 7, 1962, khi căng thẳng quốc tế đã lắng dịu, Parle quay trở lại phục vụ như tàu huấn luyện dự bị trực thuộc Quân khu Hải quân 5, tiếp tục nhiệm vụ huấn luyện cho nhân sự hải quân dự bị. Vào năm 1965, con tàu được điều sang phục vụ cùng Quân khu Hải quân 9, đặt cảng nhà tại Chicago, Illinois và hoạt động huấn luyện tại vùng Ngũ Đại Hồ.
Parle được cho xuất biên chế lần sau cùng vào ngày 1 tháng 7, 1970, và được cho rút tên khỏi danh sách Đăng bạ Hải quân cùng ngày hôm đó. Con tàu cuối cùng bị đánh chìm như một mục tiêu ngoài khơi Florida vào ngày 27 tháng 10, 1970.

## Phần thưởng
Nguồn: Navsource Naval History
|  |  |             |
|  |  | Bronze star |

| Huân chương Viễn chinh Hải quân                    | Huân chương Chiến dịch Hoa Kỳ        | Huân chương Chiến dịch Châu Á-Thái Bình Dương                   |
| Huân chương Chiến dịch Châu Âu-Châu Phi-Trung Đông | Huân chương Chiến thắng Thế Chiến II | Huân chương Phục vụ Phòng vệ Quốc gia với 1 Ngôi sao Chiến trận |